# Hugo Oldendorff
Die Hugo Oldendorff war ein 1904 gebauter Schüttgutfrachter, der nach einer langen Laufbahn unter wechselnden Eigentümern 1946 mit einer Ladung chemischer Waffen im Skagerrak versenkt wurde.

## Bau und technische Daten
Das Schiff lief am 20. April 1904 auf der Werft von Craig, Taylor & Company in Thornaby-on-Tees, North East England, mit der Baunummer 103 vom Stapel, erhielt den Namen Harald und wurde am 31. Mai 1904 an die ersten Eigentümer, die Harald Steamship Co., eine eigens zum Zweck ihrer Bereederung gegründete Tochterfirma der Londoner Reederei Van IJsselsteyn & Fils, abgeliefert. Es war 85,3 m lang und 11,7 m breit, hatte 5,6 m Tiefgang und zwei Masten und war mit 1771 BRT und 1128 NRT vermessen. Die Tragfähigkeit betrug 2947 Tonnen (2900 long tons). Die von der North Eastern Marine Engineering Company in Sunderland gelieferte Maschinenanlage bestand aus einer 3-Zylinder-Dreifach-Expansions-Dampfmaschine mit einer Leistung von 167 nhp bzw. 870 ihp und ermöglichte über eine Schraube eine Geschwindigkeit von 8,5 kn.

## Geschichte
Nach nur wenigen Monaten wurde das Schiff 1905 an die von der A.C. Lensen Co. in Terneuzen gemanagte N.V. Stoomschip Maatschappij Harald in Terneuzen, Niederlande, verkauft. Das Rufzeichen blieb NVLW. Im Jahre 1913 übernahm L. Broll aus Rotterdam die Stoomschip Maatschappij Harald; die Bereederung erfolgte nunmehr durch die in Dortmund und Emden ansässige Westfälische Transport-Actien-Gesellschaft (WTAG), die das Schiff im Februar 1914 in eigenen Besitz nahm. Der Schiffsname Harald blieb unverändert, aber das Rufzeichen war nun RCLT.
Beim Beginn des Ersten Weltkriegs im August 1914 lag die Harald in Kronstadt. Dort wurde sie von der russischen Regierung beschlagnahmt und am 8. September 1914 mit der Bezeichnung CE als Versorgungsschiff der russischen Marine zugewiesen. Nach dem Friedensvertrag von Brest-Litowsk zwischen Sowjetrussland und den Mittelmächten im März 1918 wurde die Harald an Deutschland zurückgegeben und am 12. Oktober 1918 wieder von der WTAG in Dienst gestellt. Auf Grund der Bestimmungen des Versailler Vertrags mussten 90 Prozent der deutschen Handelsflotte als Reparationen an die Siegermächte des Weltkriegs übergeben werden, darunter auch die Harald. Sie wurde am 27. August 1920 ausgeliefert und am 18. November 1920 dem Vereinigten Königreich zugewiesen. Der Shipping Controller ließ sie durch James Westoll, London, bereedern.
Am 16. Oktober 1921 erwarb die Ende 1920 von der WTAG als Hauptaktionär gegründete Seereederei Frigga die Harald und betrieb sie bis 1933. Am 6. Januar 1933 kam das Schiff durch Verkauf an die 1931 gegründete Orion Schifffahrts-GmbH in Rostock, die es in Baltia umbenannte. Neues Rufzeichen war nun DHKM. Ein erneuter Besitzwechsel erfolgte am 26. Mai 1939 mit dem Erwerb des Schiffs durch die Reederei Egon Oldendorff aus Lübeck, die das Schiff in Hugo Oldendorff umbenannte.
Wie das Schiff während der Kriegsjahre genutzt wurde, ist unbekannt. Es wurde bei einem Bombenangriff auf Lübeck im dortigen Hafen beschädigt und wurde dort nach Kriegsende britische Kriegsbeute. Am 6. März 1946 wurde es, beladen mit etwa 8000 Tonnen Giftgasmunition, im Zuge der Operation Davy Jones’ Locker im Skagerrak südöstlich von Arendal auf Position 58° 18′ N, 9° 37′ O in etwa 670 m Wassertiefe versenkt.